# Lubbockichthys myersi
Lubbockichthys myersi là một loài cá biển thuộc chi Lubbockichthys trong họ Cá đạm bì. Loài này được mô tả lần đầu tiên vào năm 2006.

## Phân bố và môi trường sống
L. myersi có phạm vi phân bố nhỏ hẹp ở Tây Thái Bình Dương. Loài này hiện chỉ được tìm thấy duy nhất tại vùng biển xung quanh đảo Guam. L. myersi thường sống gần các hang động ở độ sâu khoảng 20 đến 40 m. Chúng sẽ phóng vào nơi ẩn náu khi cảm thấy bị đe dọa. Mẫu vật duy nhất được biết đến của loài này được thu thập ngoài khơi đảo Guam ở độ sâu 29 m.

## Mô tả
L. myersi trưởng thành đạt kích thước khoảng 4 cm. Đầu có màu tím nhạt, với các vệt màu hồng trên mõm, gáy, xung quanh ổ mắt và trên nắp mang. Mống mắt màu đỏ cam với 1 cặp sọc song song màu xanh lam đậm nằm phía trên và bên dưới con ngươi. 2/3 thân trước màu tím nhạt, màu hồng ở lưng và bụng, 1/3 thân sau (bao gồm cả cuống đuôi) màu vàng tươi. Vây lưng và vây hậu môn có màu tím nhạt ở gốc vây, còn lại trong suốt. Vây đuôi màu vàng tươi ở phần trung tâm, ra xa có màu tím nhạt hoặc trong suốt. Vây ngực có màu hồng nhạt hoặc tím nhạt. Mẫu vật ngâm rượu có màu nâu xám, nhạt hơn ở vùng bụng; các vây màu nâu nhạt, gần như trong suốt.
Loài này được đặt theo tên của Robert F. Myers, người đã thu thập mẫu vật duy nhất của nó.
Số gai ở vây lưng: 2; Số vây tia mềm ở vây lưng: 26; Số gai ở vây hậu môn: 2; Số vây tia mềm ở vây hậu môn: 15; Số vây tia mềm ở vây ngực: 18; Số gai ở vây bụng: 1; Số vây tia mềm ở vây bụng: 4.